# Stanley Twardowicz
Stanley Twardowicz est un peintre et photographe né à Détroit le 8 juillet 1917. Il fit ses études à la Meinzinger Art School, école d'arts de Détroit, pendant la Seconde Guerre mondiale, travaillant en tant que pompiste pour payer ses études. Il a commencé à s'exercer à la photographie en 1948, lors d'un voyage à Mexico, puis dans les décennies de 1950 et 1960, il développa son style, évoluant vers l'expressionnisme abstrait et le Colorfield Painting. Il a acquis une certaine reconnaissance nationale tandis qu'il s'installait dans le New Jersey, à Plainfield. Il devint client régulier de la Cedar Tavern du Greenwich Village, là où se retrouvaient les expressionnistes abstraits, tels que Jackson Pollock, Franz Kline, entre autres.
Il était l'époux d'Ann Twardowicz (1929 - † 1973), peintre reconnue elle aussi. Ami de Jack Kerouac, auteur de certaines des toutes dernières images de l'écrivain dans ses dernières années, il est présent dans le roman Satori à Paris. Il est décédé le 12 juin 2008.

## Sources
- Page de l'artiste